# Praska obwodnica miejska
Praska obwodnica miejska (cz. Pražský městský okruh) – częściowo istniejąca droga szybkiego ruchu w Czechach. Jest to obwodnica ścisłego centrum miasta Pragi zbudowana w celu odciążenie go od ruchu tranzytowego. Pierwszy odcinek trasy otwarto w 1985. Pierwotnie oznaczony był jako droga ekspresowa R29, a następnie – do końca 2015 roku – jako droga ekspresowa MO (Rychlostní silnice MO). Od 1 stycznia 2016 roku istniejący odcinek jest drogą dla pojazdów samochodowych.